# マッグガーデン
株式会社マッグガーデン（英: MAG Garden Corporation）は、日本の出版社。株式会社IGポートの完全子会社。

## 概要
2001年6月、エニックス（現：スクウェア・エニックス・ホールディングス）取締役出版事業部長であった保坂嘉弘が、同社を退社して創業した小説・漫画専門の出版社。ノベルス・コミックス出版事業、キャラクターライセンス事業・役務提供事業などを行っている。
保坂の退社後、エニックスの編集者が相次いで退社し、編集者が担当していたエニックス専属作家の松葉博・東まゆみ・天野こずえ・木下さくら・桜野みねね・斎藤カズサ・浅野りん・綱島志朗・藤野もやむ・箱田真紀・よしむらなつき・黒乃奈々絵・久保聡美・戸土野正内郎なども後を追うように連載を終了してマッグガーデンに移籍。翌年2月創刊の漫画雑誌『月刊コミックブレイド』にて連載を再開、開始した。その経緯を巡り2001年10月31日にエニックスと係争になったが、エニックスの出資を受け入れることや補償金を支払うことを条件として2001年12月21日に和解している。2001年1月から4月にかけてエニックスを割当先とした第三者割当増資を実施しエニックスの持分法非適用関連会社（36.85%）となるが、2005年にスクウェア・エニックスが保有の株式のすべてを売却した為、現在は一切の資本・提携関係を持たない別会社となっている。
長期目標を達成させるための一環として2003年に、ポプラ社と共同出資して設立した編集プロダクション「株式会社ビープラス」を通して、ポプラ社が2003年12月に創刊した児童向け雑誌『プレコミックブンブン』の編集に関与していたが、2005年に合弁を解消し、ビープラスはポプラ社傘下になった後、会社清算した。
2006年12月にProduction I.Gへの第三者割当増資を行い、業務提携を行った。また2007年7月4日には、同年12月1日付でProduction I.Gと経営統合すると発表、Production I.Gが持株会社化したIGポートの完全子会社となり、これに伴い同年11月27日に上場廃止となった。
同社は各年齢層に1誌以上の漫画誌を発行することを長期目標に掲げ、『月刊コミックブレイド』や中高生男女向け隔月刊ファンタジー誌『コミックブレイドMASAMUNE』を出版していたが、2020年4月現在では月刊誌としては複数のレーベルの一部の作品を『月刊コミックガーデン』で連載するのみとなっており、その他の作品は『MAGCOMI』でのWeb連載となっている（コミックガーデンの連載作品もリバイバル掲載される）。なお、移籍時に『月刊ステンシル』の作品も『コミックブレイド』に連載させた影響で、この会社の発行する漫画には当初「少年漫画」「少女漫画」という垣根は存在しなかったが、『月刊コミックブレイドアヴァルス』創刊を機に単行本のレーベルを分けるなどしている。
2016年8月には関西事業部（マグカン）開設と同時に、関西の漫画家だけを集めたWebマンガ雑誌『MAGKAN』をオープンした。

## 雑誌
- 月刊コミックガーデン（毎月5日発売 、2014年-）

### かつて発行していた雑誌
- 月刊コミックブレイド（2002年-2014年）※雑誌コードは「月刊コミックガーデン」へ継承。
- コミックブレイドMASAMUNE（2002年-2007年）※継続後誌は「月刊コミックアヴァルス」
- コミックブレイドGUNZ（2003年-2004年）※コミックブレイド増刊
- コミックブレイドZEBEL（2004年-2007年）※コミックブレイド増刊
- 月刊コミックアヴァルス（2007年-2010年）
- コミックブレイドBROWNIE（2008年）※コミックブレイド増刊

## ウェブコミック誌
- MAGCOMI（マグコミ）（無料配信サイト、更新は毎月5の倍数日〈5・10・15・20・25・30日〉）
- MAGxiv（マグシブ）（無料WEBマガジン、ピクシブと共同、更新は毎週月曜日）
- MAGKAN（マグカン）（無料配信サイト、更新は毎月1日）

### かつて配信していた主なウェブコミック誌
- マッグガーデンコミックオンライン（MAGCOMIにリニューアル）
- Alterna pixiv（MAGxivにリニューアル）

## コミックレーベル
- ブレイドコミックス（元々雑誌形態、ウェブコミック誌を経由）
- マッグガーデンコミックスavarusシリーズ（元々雑誌形態、ウェブコミック誌を経由）
- マッグガーデンコミックスBeat's　シリーズ（マッグガーデンコミックオンライン内WEBコミック）
- マッグガーデンコミックスEDENシリーズ
- MGC uvu SERIES

## 小説レーベル
- マッグガーデン・ノベルズ

### かつて発行していた書籍
- マッグガーデンノベルス
- EDENノベルズ
- WITノベル

## 映像作品
- エレメンタル ジェレイド - 過去に製作委員会が関連会社として計上されていた。
- 西の善き魔女 Astraea Testament
- あさっての方向。
- スケッチブック 〜full color's〜
- 猫ラーメン
- 神霊狩/GHOST HOUND
- モノクローム・ファクター
- 魔法使いの嫁 星待つひと
- 魔法使いの嫁
- 魔法使いの嫁 西の少年と青嵐の騎士
- 魔法使いの嫁 SEASON2
- はめつのおうこく

## 事業所
本社
- 〒102-8019 東京都千代田区五番町6番地2 ホーマットホライゾンビル5F

関西事業部
- 〒531-0072 大阪府大阪市北区豊崎3丁目6番8号 TOビル5F